# 大石凝真素美
大石凝 真素美（おおいしごり ますみ、1832年〔天保3年〕11月(旧暦) - 1913年〔大正2年〕4月11日(新暦)）は、日本の国学者。言霊学者。近江国甲賀郡油日村生出身。
遠祖は大伴氏という。壬申の乱の後継者として、望月を姓として伊賀、近江にすまったという。父は登、医を業として、かたわら多賀神社の神札をくばっていた。真素美の幼名は春雄、元服して大輔広矛。
22歳のとき江戸にいたが、アメリカの艦船が浦賀に来て、これに憤慨、「我国は神国なり。今は神知に俟つ外なし、神風を促す底の大神人を求むるに如かず」と東奔西走し、大人物をもとめ、各地の志士とまじわった。美濃の山本秀道の教えを聞いて感激し、秀道に師事して古典を研究し、奥義に達したという。
明治3年（1870年）、「有名無実の神道を廃せよ」とさけび、激越な論調ゆえにとらえられ、投獄された。出所、帰郷し、明治6年（1873年）9月、大祖の姓に復し、大石凝真素美と改名した。
明治11年（1878年）、秀道宅で天津金木学、日本言霊学を大成した。神に通じて霊に感じて、明治24年（1891年）の国会議事堂焼失、明治31年（1898年）の神宮正殿焼失を予言、的中したという。明治40年（1907年）から名古屋の水野満年のもとで皇学を講じてまた執筆にしたがった。

## 著書
- 著書 「ノート:大石凝真素美」に一覧がでています。
- 大石凝真素美 著作検索 - 国立国会図書館（索引）